# عبد الله أبو سمهدانة
عبد الله عيادة عبد الله أبو سمهدانة (ولد في 15 سبتمبر 1950 - توفي في 1 أبريل 2020) سياسي ووزير فلسطيني، يعد أحد أبرز قادة ومؤسسي حركة فتح،
وهو محافظ محافظة دير البلح في قطاع غزة، وأول محافظ لمحافظة رفح في قطاع غزة بقرار من الرئيس ياسر عرفات، وهو عضو في المجلس الوطني الفلسطيني لدورات متتالية، وعضو المجلس المركزي الفلسطيني، وعضو المجلس الثوري الفلسطيني، ورئيس الدائرة التنظيمية في الهيئة القيادية العليا لحركة فتح في قطاع غزة، وأمين سر اللجنة، وعضو المجلس الاستشاري لحركة فتح. أبو سمهدانة هو من أوائل مؤسسي الحركة الفلسطينية الأسيرة.

## حياته
ولد عبد الله عيادة عبد الله أبو سمهدانة بتاريخ 15 سبتمبر 1950 في مدينة رفح في جنوب قطاع غزة، تلقى تعليمه في مدارس وكالة غوث وتشغيل اللاجئين الفلسطينيين في المدينة. أكمل أبو سمهدانة دراسته الجامعية في جامعة بيرزيت في الضفة الغربية، ومنها غادر إلى العاصمة الأردنية عمان للعمل كمفتش في مدارس وكالة الغوث هناك.
عاد أبو سمهدانة إلى قطاع غزة بطلب من خليل الوزير وذلك لإدارة شؤون الانتفاضة الفلسطينية بالقطاع، وهناك عمل محاضراً في الجامعة الإسلامية، كما شارك في تأسيس منظمة الشبيبة الفتحاوية آنذاك.
اعتقلت السلطات الإسرائيلية أبو سمهدانة عدة مرات. وفي ديسمبر 1988 قامت إسرائيل بإبعاده إلى لبنان، ليعود عام 1993 مع طلائع القوات الفلسطينية عقب اتفاق أوسلو.

## وفاته
توفي عبد الله أبو سمهدانة فجر يوم الأربعاء 1 أبريل 2020. ونعى الرئيس الفلسطيني محمود عباس وحركة فتح والحكومة الفلسطينية والفصائل أبو سمهدانة.